# می‌خوام جیگرتو بخورم
می‌خوام پانکراستو بخورم (به ژاپنی: 君の膵臓をたべたい, Kimi no Suizō o Tabetai) یک رمان ژاپنی به قلم یورو سومینو است. این سری نخستین بار در سال ۲۰۱۴، به عنوان یک رمان تحت وب در وبگاه تولیدی کاربران شوستسوکا نی نارو منتشر شد، و سپس کتاب آن در ژوئن ۲۰۱۵ توسط فوتاباشا چاپ شد. یک مجموعه مانگا نیز بر پایه این رمان دستمایه اقتباس قرار گرفت که به‌وسیلهٔ انتشارات فوتاباشا از اوت ۲۰۱۶ تا مه ۲۰۱۷ در ماهنامه اکشن به چاپ می‌رسید.
یک فیلم لایو اکشن تحت عنوان بذار جیگرتو بخورم به کارگردانی شو تسوکیکاوا در ژوئیه ۲۰۱۷، در کشور ژاپن به نمایش درآمد. همچنین فیلمی به سبک انیمه نیز توسط انیپلکس در ۱ سپتامبر ۲۰۱۸ در ژاپن اکران شد.